# Eyvor Institut
Das Eyvor Institut war eine unabhängige, gemeinnützige Forschungseinrichtung, die von 2018 bis 2023 bestand. Das Institut hatte seinen Sitz in Hamburg und beschäftigte sich mit Szenarioanalysen, strategischer Vorausschau und der Analyse sozio-technischer und sozio-ökonomischer Systeme im Kontext von Umwelt und Sicherheit. Es hatte die Rechtsform einer gemeinnützigen GmbH (gGmbH). Das Eyvor Institut beteiligte sich ab 2019 an UN Global Compact, der weltweit größten unternehmerischen Nachhaltigkeitsinitiative. Alle Teilnehmer an Global Compact verpflichten sich, ihren Fortschritt bei der Umsetzung der 10 Prinzipien und ihre Aktivitäten zur Förderung einer nachhaltigen Entwicklung zu berichten.

## Arbeitsgebiete
Das Eyvor Institut verfolgte drei zentrale Aufgaben:
- International wettbewerbsfähige Forschungstätigkeit auf den Gebieten der Strategischen Frühaufklärung, Risikoanalyse und Sicherheitsforschung
- Strategische Beratung von öffentlichen Institutionen und Unternehmen
- Vermittlung von Forschungsergebnissen und Konzepten an die Öffentlichkeit

Das Institut führte Risiko- und Vulnerabilitätsanalysen, Monitoring-Studien, sowie die Bewertung von Innovationen und ihrer Potenziale in ökonomischer, gesellschaftlicher und ökologischer Hinsicht durch, wobei wissenschaftlich fundierte Analyse-, Bewertungs- und Prognosemethoden verwendet wurden.
Hauptarbeitsgebiete waren:
- Umweltsicherheit (engl. environmental security)
- Risiken der globalen Erwärmung
- Governance von neuen Technologien
- Sicherheitsaspekte von Nachhaltiger Entwicklung

Das Institut führte Forschungsprojekte mit Partnern im In- und Ausland durch und unterhielt Kooperationen mit Hochschulen und Forschungseinrichtungen. Die Ergebnisse der Arbeit des Eyvor Instituts wurden in Arbeitsberichten, Büchern, Artikeln, Blogbeiträgen und Memos veröffentlicht.
Das Institut wurde im August 2023 liquidiert.